# 庐山忍冬
庐山忍冬（学名：Lonicera modesta var. lushanensis）为忍冬科忍冬属下的一个变种。

## 扩展阅读
- 維基物種上的相關：庐山忍冬